# Ngựa Kiền Trắc
Ngựa Kiền Trắc hay Kiền Trắc Mã (tiếng Phạn: Kanthaka) hay còn gọi là ngựa Kiền là con ngựa trắng ưa thích của thái tử gia Tất Đạt Đa (Siddhartha) tức là Phật Thích Ca sau này. Tương truyền rằng, sau khi đưa thái tử gia Siddhartha xuất gia trở về, con ngựa Kanthaka đã quá đau buồn, vỡ tim (broken hearted) mà chết. Kiền Trắc Mã hay Kanthaka còn gọi là Kiền Đức, Càn Trắc, Khiên Đặc, Ca-Tha-Ca, chữ "Kiền" trong âm chữ Hán còn đọc là Càn (乾) chỉ về cái tượng tôn nhất như Trời, còn chữ "Trắc" (側) tức là nghiêng mình, cùng có chữ 測 cũng đọc là “trắc” có nghĩa đo sâu cạn (quan trắc, trắc nghiệm), liệu lường.
Trong các thuyết Phật giáo và các câu chuyện liên quan, nó là con ngựa hay nhất trong Hoàng cung của đức vua Suddhodana và cũng là con ngựa yêu thích của thái tử Siddhartha, khi thái tử dạo chơi bên ngoài hoàng cung, chính con ngựa này đã giúp cho hoàng tử quyết tâm chân tu, dứt duyên với bụi trần. Khi Tất Đạt Đa rời bỏ cung điện để tu hành, ngựa Kiền Trắc cũng theo tới cùng và phụng sự không ngừng nghỉ. Sau cùng khi chết đi, vì nhiều công đức, ngựa Kiền Trắc được tái sinh là một đạo sĩ, được ngộ đạo và nhập niết bàn.
Theo kinh sách đạo Phật, Kanthaka được mô tả có chiều dài 18 cubit (1 cubit tương đương 45,72 cm) và chiều cao tương xứng và bộ lông trắng". Đây là con ngựa yêu của Thái tử Siddhartha Gautama. Thái tử đã cưỡi trên lưng Kanthaka, cùng với người hầu Xa-nặc trốn khỏi cung điện của gia đình khi ông quyết định trở thành nhà tu hành. Sau khi từ biệt thái tử, ngựa Kiền Trắc quá đau lòng và qua đời. Nhờ công đức vĩ đại là đưa một vị Phật toàn giác tương lai lên đường tìm đạo, Kanthaka được tái sinh lên thiên giới và sau này tu luyện theo giáo lý của Phật để đạt được giác ngộ. Đây là con ngựa được các tín đồ Phật giáo tôn thờ.

## Câu chuyện
Có nhiều câu chuyện xoay quanh con ngựa này, trong đó nguồn gốc của nó còn có ý kiến khác nhưng giai đoạn con ngựa này phục vụ Thái tử và chở ông này đi tu và sau đó chết đi thì nội dung tương tự nhau ở các câu chuyện và các văn bản. Những mô tả về cái chết của ngựa cũng chưa thống nhất trong các văn bản nhưng kiếp sau của nó thì cơ bản thống nhất.

### Phục vụ Thái tử

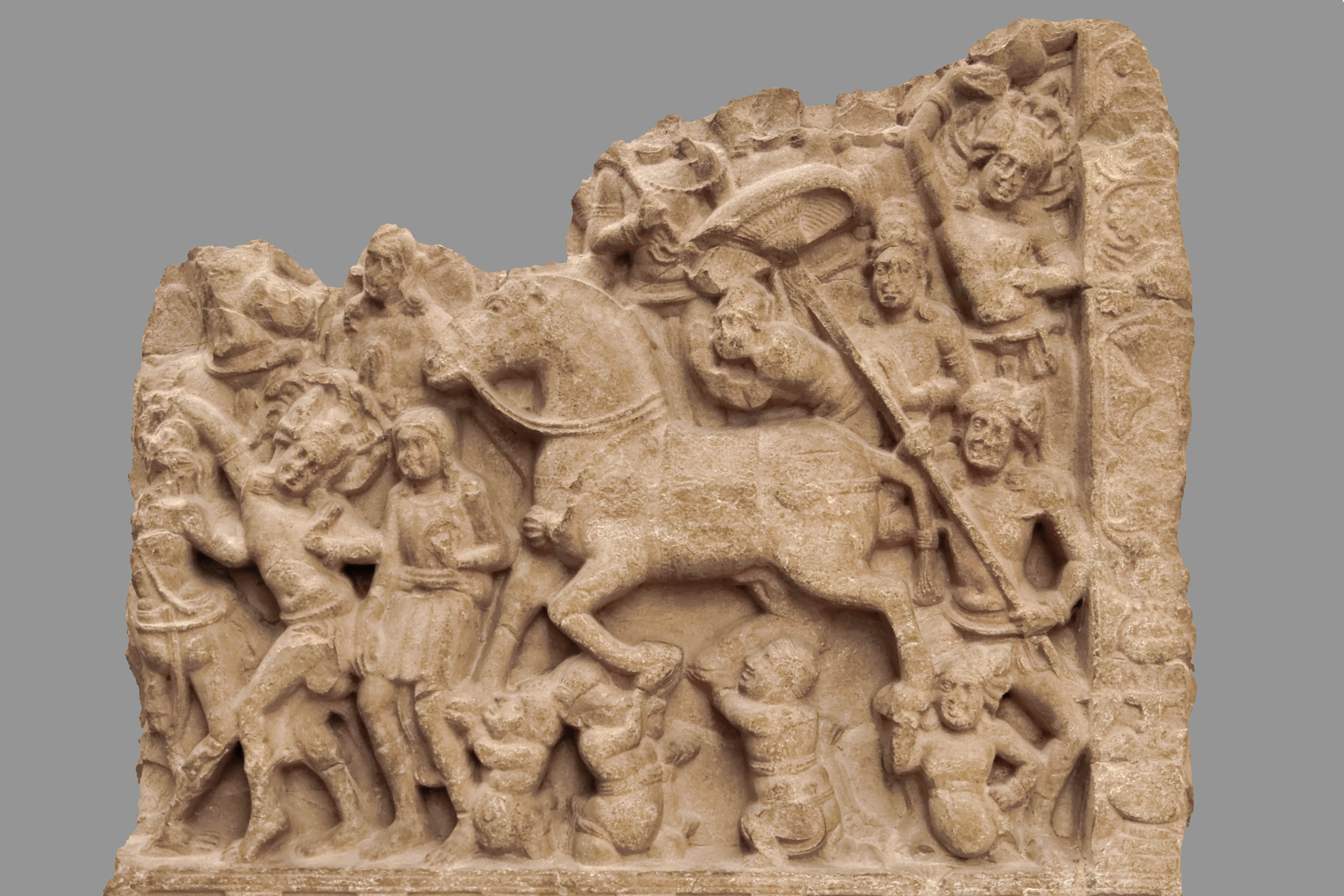
Những bức tượng mô tả ngựa Kiền Trắc đang phục vụ cho Tất Đạt Đa

## Tín niệm

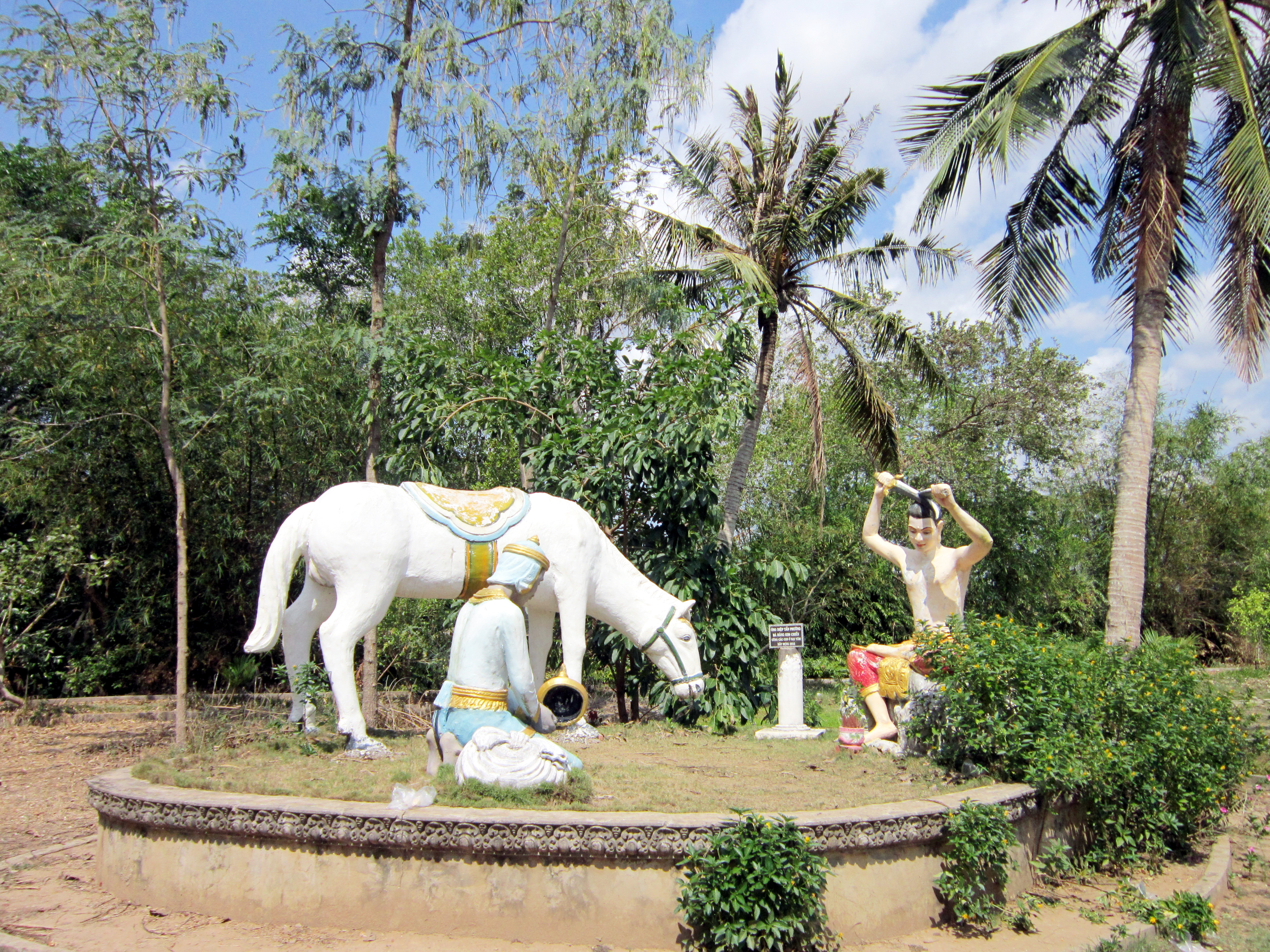
Cảnh Tất Đạt Đa và ngựa Kiền Trắc ở chùa Sà Lon

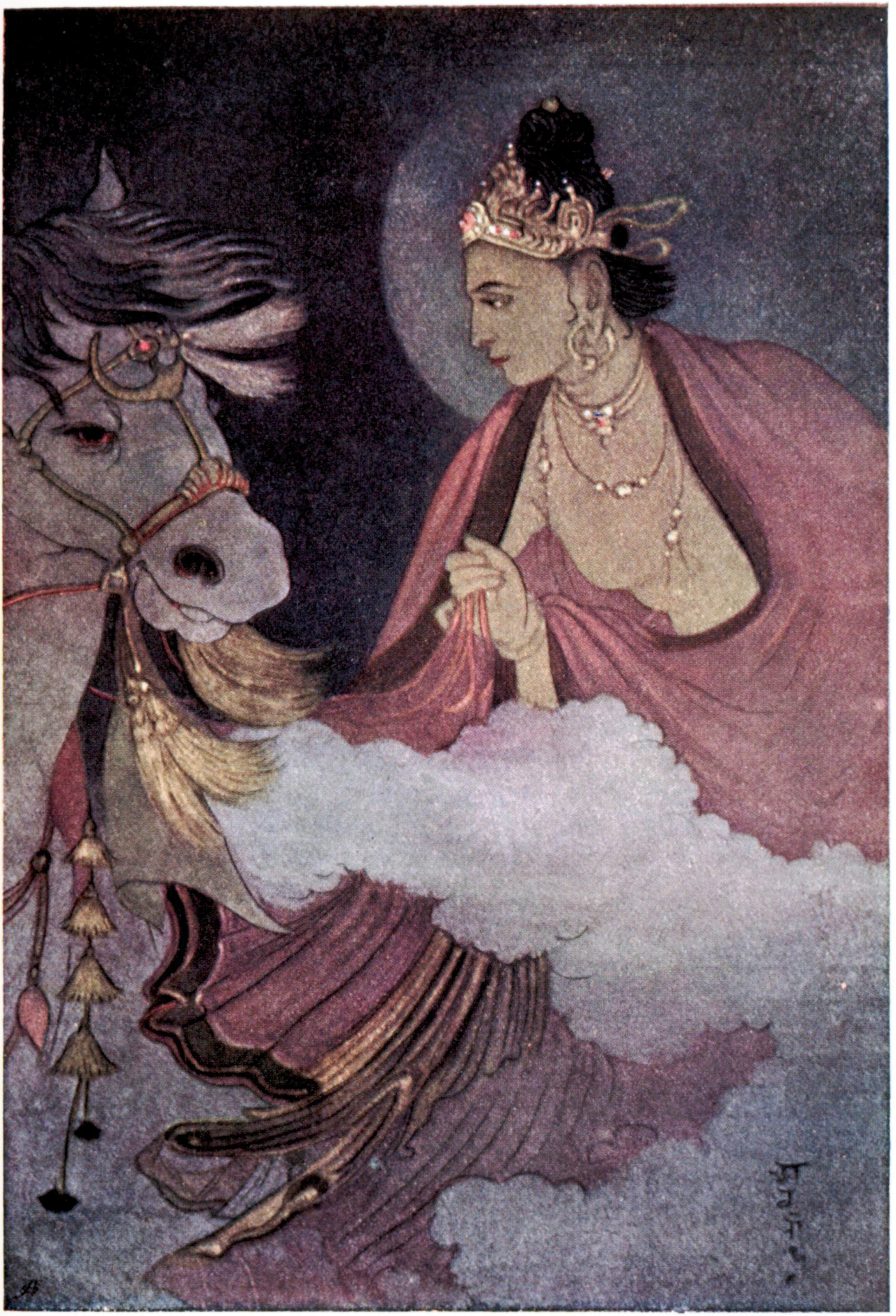
Bức tranh kể về Tất Đạt Đa và ngựa Kiền Trắc vượt thành xuất gia

## Nghệ thuật

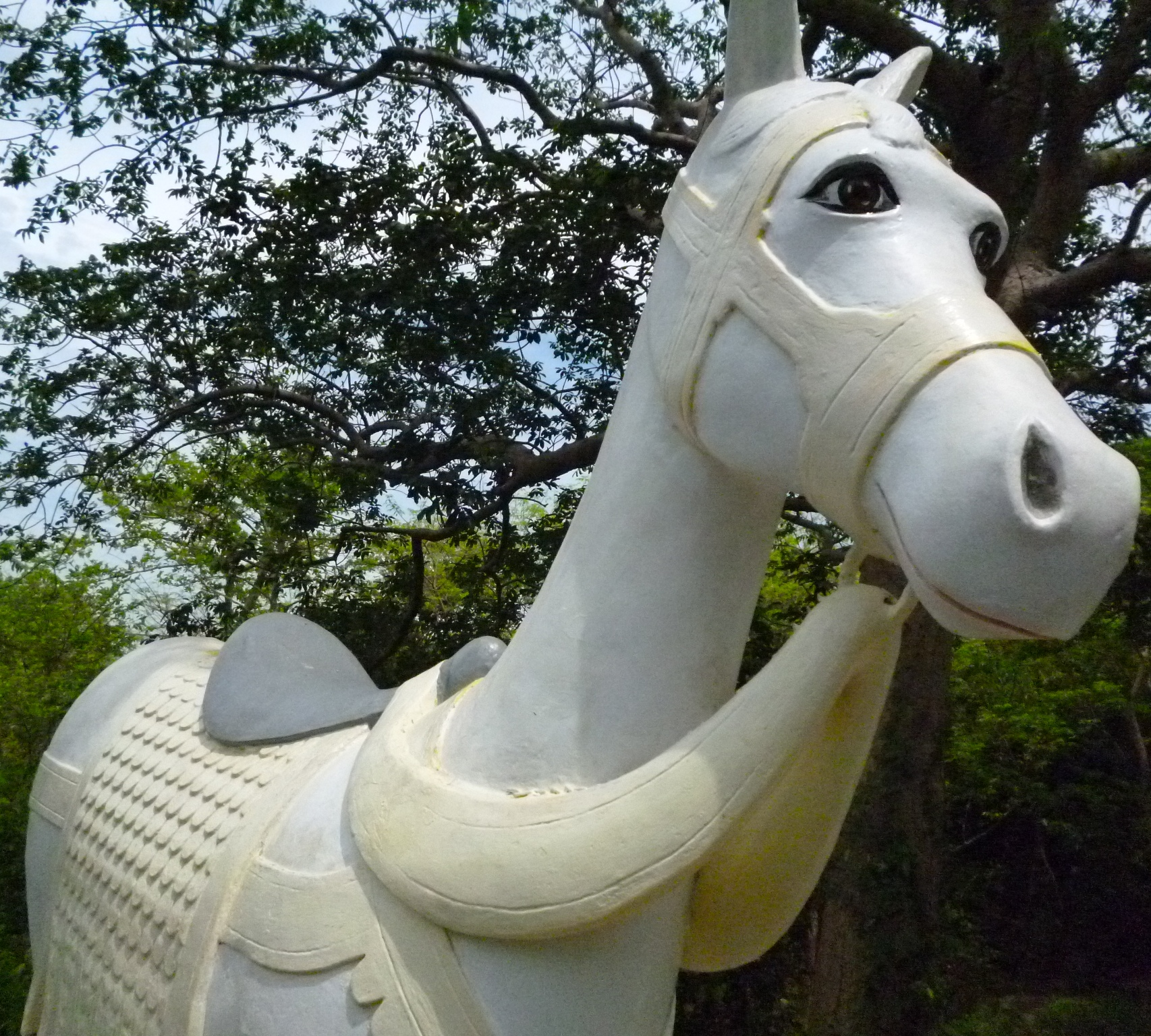
Tượng ngựa Kiền Trắc tại Chùa Linh Sơn tự ở Vũng Tàu, Việt Nam

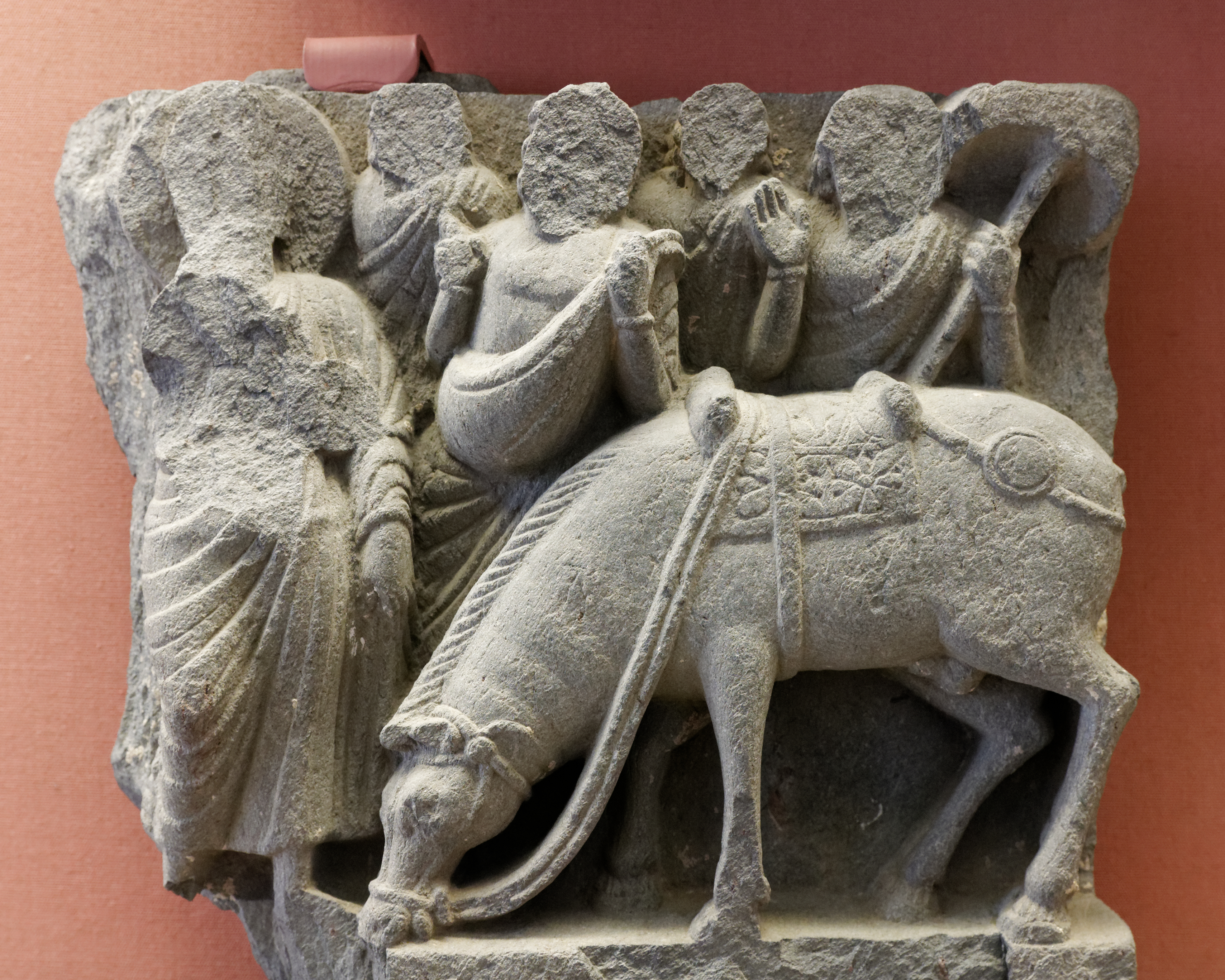
Tượng ngựa Kiền Trắc trong điêu khắc tại bảo tàng ở Luân Đôn, Anh